# 于粦
于粦（1925年—2017年6月29日），本名黃玉麟，香港作曲家、指揮和電影配樂。

## 生平
于粦在1925年出生於南京，畢業於廣東省藝術專科學校音樂系。1953年，于粦開始在香港從事電影配樂的工作，初年主要替國語電影配樂。在參與國語電影配樂期間曾與當時筆名為「林歡」的金庸合作。1956年，于粦首次為粵語電影《花好月圓》配樂，並為該電影譜下插曲《採蓮曲》。在擔任電影配樂期間，他為數十部電影配樂及譜曲，其中較為人所知的作品包括1962年香港票房最高的電影《蘇小小》和1966年電影《一水隔天涯》的同名主題曲，其中前者的兩首插曲《滿江紅》和《七弦琴》由王季友填詞，並由靳永棠原唱，後來被歌手徐小明以《七弦琴》的上、下卷為名翻唱。至於後者則由《一水隔天涯》導演及編劇左几填詞，並由韋秀嫻幕後代該片女主角苗金鳳演唱，該曲曾在香港電台舉辦的「香江歲月百年經典金曲一百首」評選中獲得第一名。這時期于粦多採用「三步創作方式」（先作詞，後譜曲，最後因應曲譜的曲調修訂歌詞）作曲，並一直至1970年代粵語流行音樂振興之後仍然使用。
1970年代，于粦開始為電視劇譜寫主題曲，如無綫電視的《逼上梁山》（盧國沾填詞、春天合唱團主唱）、佳藝電視的《廣東好漢》（蕭笙填詞、吳大江編曲、關正傑主唱）和《雪山飛狐》（于粦以「黃國樑」名義作曲、蕭笙填詞、關正傑主唱），以及麗的電視的《大家姐》等（于粦以「歐金波」名義作曲、蕭笙填詞、薛家燕主唱）。其中《逼上梁山》一曲採用混聲合唱，為粵語歌曲中少數氣勢較磅礡的歌曲。70年代末，他順應詞曲分家的潮流，只負責作曲，然後交由別人填詞，代表作有電影《碧水寒山奪命金》主題曲（葉紹德填詞、盧東尼編曲、關正傑主唱）、麗的劇集《浣花洗劍錄》主題曲（盧國沾填詞、奧金寶編曲、李龍基主唱）等等。
于粦其後曾任香港校際音樂節評判、香港中樂團客席指揮和香港青少年國樂團顧問，並曾為1986年的香港童軍總會香港鑽禧大露營以及1993年寶蓮寺天壇大佛開幕譜寫主題曲。2010年，香港作曲家及作詞家協會向于粦頒發「CASH音樂成就大獎」，並獲金庸親筆書寫賀詞。于粦在2017年6月29日在香港伊利沙伯醫院逝世，得年92歲。

## 家庭生活
于粦的女兒黃丹儀繼承父親衣鉢，為本地著名作曲家和音樂監製，曾譜下《來夜方長》、《歡樂今宵》及《無人駕駛》等歌曲。